# Ransome Judson Williams
Ransome Judson Williams (* 4. Januar 1892 in Cope, Orangeburg County, South Carolina; † 7. Januar 1970) war ein US-amerikanischer Politiker (Demokratische Partei) und von 1945 bis 1947 Gouverneur des Bundesstaates South Carolina.

## Frühe Jahre
Ransome Williams besuchte das Medical College of South Carolina in Charleston. Dann engagierte er sich in verschiedenen Bereichen des Geschäftslebens. So war er unter anderem Präsident der Delta Drug Company in Myrtle Beach und Geschäftsführer einer Lebensversicherung in Florence. Politisch trat er erstmals in Erscheinung, als er im Jahr 1931 in das Repräsentantenhaus von South Carolina gewählt wurde. Dort verblieb er bis 1932. Im Jahr 1942 wurde er zum Vizegouverneur von South Carolina gewählt. Nach dem Rücktritt von Gouverneur Olin D. Johnston musste er im Januar 1945 dessen Amt übernehmen.

## Gouverneur von South Carolina
In seiner zweijährigen Amtszeit zwischen dem 2. Januar 1945 und dem 21. Januar 1947 wurde ein Rentensystem für Lehrer und andere Staatsangestellte eingeführt. Außerdem wurde ein neues Ministerium für Forschung, Planung und Weiterentwicklung (Department of Research, Planning and Development) eingerichtet. In seine Amtszeit fiel das Ende des Zweiten Weltkrieges und eine seiner Aufgaben war die Umstellung der Wirtschaft und der Verwaltung auf Friedensbedarf. Für die Wahlen des Jahres 1946 strebte Williams eine Wiederwahl an, aber er konnte sich nicht gegen Strom Thurmond durchsetzen. Nach dem Ende seiner Amtszeit war er Kurator verschiedener Schulen und Hochschulen. Ansonsten widmete er sich wieder seinen privaten Geschäften. Er starb im Januar 1970.  Ransome Williams war mit Virginia Allen verheiratet, mit der er zwei Kinder hatte.